# Sonnenfinsternis vom 9. März 1997
Die Sonnenfinsternis vom 9. März 1997 war eine totale Sonnenfinsternis, bei der sich die Zentrallinie von der Mongolei über Ostsibirien bis in Nordpolarmeer zog. Im Gegensatz zum dünn besiedelten Totalitätsgebiet, lagen große bevölkerungsreiche Gebiete wie Ostchina, Korea und Japan in der Zone, in welcher der Mond noch über die Hälfte der Sonnenscheibe bedecken konnte.
Während der knapp dreiminütigen Totalität konnte von Beobachtern im Kernschatten außer den Planeten Saturn, Merkur, Venus und Jupiter neben der verdunkelten Sonnenscheibe auch etwa 46° darüber hoch am Himmel der Komet C/1995 O1 (Hale-Bopp) gesehen werden.

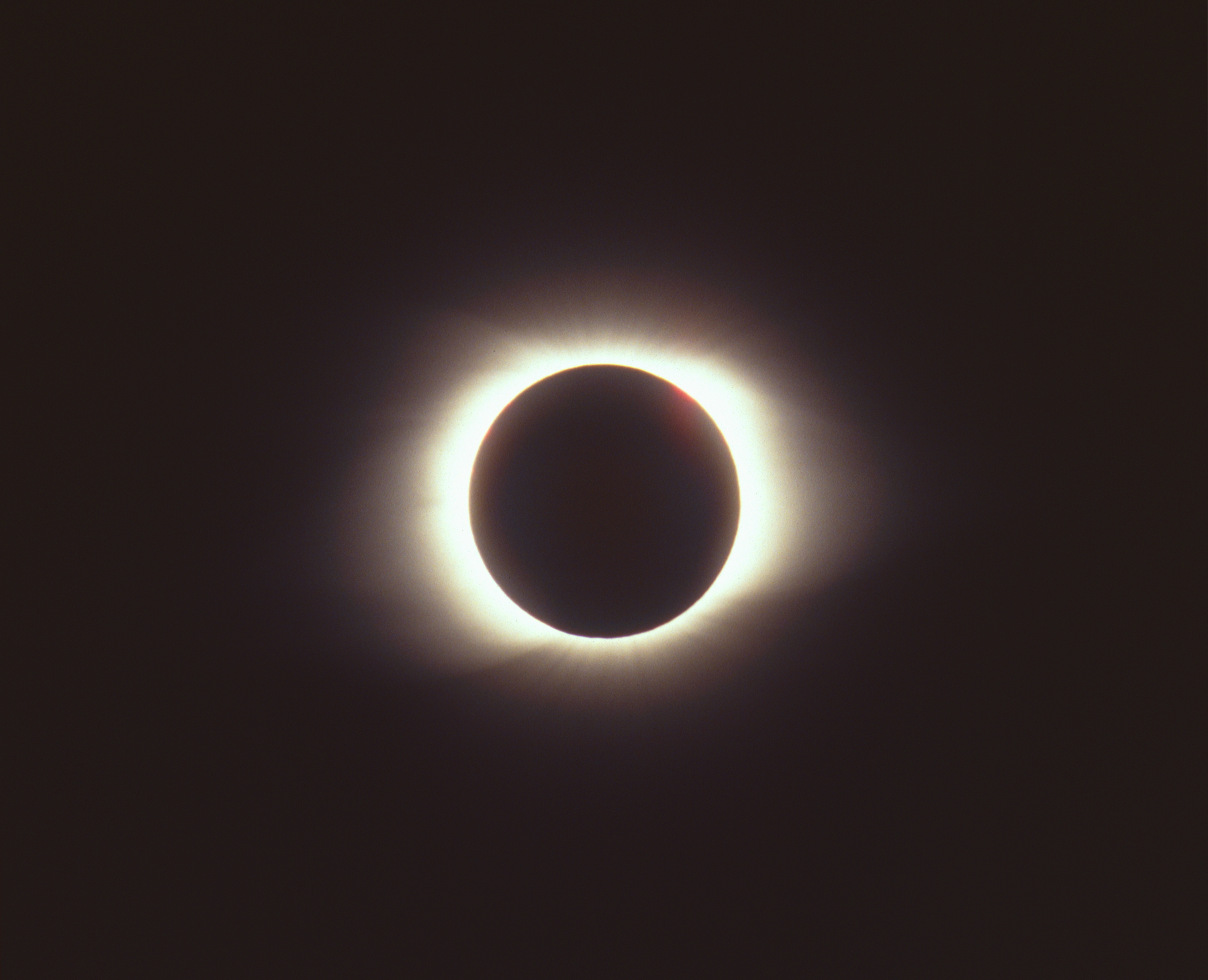
Totalität in Tschita, Russland